# 你是我眼中的山川和海洋
《你是我眼中的山川和海洋》（英語：Mountains And Ocean），2019年中国偶像剧。本剧改编自紫鱼儿的小说《许我一生》，由黄圣池、樊治欣、庄达菲领衔主演，优酷于2019年9月3日首播。

## 播出时间
| 频道 | 所在地 | 播出日期     | 播出时间 | 备注 |
| ---- | ------ | ------------ | -------- | ---- |
| 优酷 | 中国   | 2019年9月3日 |          |      |

## 演员列表

### 主要演员
| 演員   | 角色   | 介紹 |
| 黄圣池 | 夜凛   | 英俊，对所有人都温和有礼、谦和，自带“暖男”标签，是典型的“别人家孩子”、“初恋学长”最後為了救夏蕊寧而死於車禍。 |
| 樊治欣 | 夜渺   | 夜氏集团二公子。漠视权威、玩世不恭， 令狐冲”一般的性格，并拥有公认的绘画天份。就读于西陵大学文博学院。毕业后成为夜氏集团董事长、扶蓝基金会会长。 喜歡夏蕊寧。                                                    |
| 庄达菲 | 夏蕊宁 | 西陵大学考古文博学院。拥有“绝对色感”天赋的“铜豌豆儿”女生。是非观极强、自建逻辑能力极强，性格蒸不熟、煮不烂。天生白富美，立地白莲花。拥有一切偶像剧女主的特质:坚强、上进、 善良和美貌。因为沈真的陷害，失去了一切 |

### 其他演员
| 演員   | 角色   | 介紹 |
| 马芯妤 | 沈真   | 西陵大学考古文博学院。住在夏蕊寧家 認為大家都在同情他，所作所為皆是標準綠茶：虛偽、心胸狹隘 喜歡夜渺卻得不到，自卑、虚荣、妒忌心强，多次陷害夏蕊宁，为达目的不择手段，令夜家和夏家家破人亡。最后为自己的恶行自食其果 |
| 林潇   | 陈默   | 不太懂別人的臉色和說話的意思 喜歡陸畫畫 |
| 金凯德 | 陆画画 | 一直想要陳默跟他告白 喜歡陳默 疑似智商不足 |
| 范瑞雪 | 方圆   | 喜歡夜凜 |